# 光海君
光海君（：／ Gwanghae gun；1575年6月4日—1641年8月7日），姓李，名琿（：／ Yi Hon），朝鲜王朝的第15代君主，1608年至1623年在位。他是前任君主朝鮮宣祖與其愛妃恭嫔金氏所生的第二位兒子。1623年，他在仁祖反正的時候被廢黜。死後葬於杨州赤城洞（位於今日南楊州市真邑松陵里）。
光海君死後無廟號、諡號。在他在位期間，群臣為他上尊號「體天興運俊德弘功神聖英肅欽文仁武敍倫立紀明誠光烈隆奉顯保懋定重熙睿哲莊毅章憲順靖建義守正彰道崇業大王」。

## 生平
1575年，恭嬪金氏誕下光海君，為宣祖的庶二子。兩年後金氏辭世，光海君與其大2歲的同母兄長臨海君由嫡母懿仁王后撫養長大。由於懿仁王后不育，直到她在1600年過世前，宣祖沒有任何嫡子。大臣們一再上疏請求宣祖冊立世子，宣祖卻遲遲沒有應許。1592年，壬辰倭亂爆發，日本太政大臣豐臣秀吉領兵由釜山登陸大規模侵略朝鮮，來自大臣和各地儒生的奏摺層出疊現，紛紛要求即刻立儲，穩固國本，宣祖在壓迫下終於同意冊封光海君為世子。
相對於宣祖的其他庶子，光海君最有資格成為儲君。長子臨海君、第五子定遠君以及第六子順和君都曾犯下敲詐、殺戮等罪行。其中以臨海君最是聲名狼藉，如果按照無嫡立長的繼承次序，本來臨海君應該是世子之位的最佳人選，但他不僅搶佔官婢與私人土地，更利用王子的身份巧取豪奪，動用私刑，招致不少彈劾。而光海君年少之時，品行端正，聰慧好學，仁孝兼備，因此他受封為東宮，群臣一致贊好。

### 壬辰倭亂
因戰事告急，光海君受封翌日便隨宣祖離開漢陽北逃；而立儲一事，8日後才在平壤公告天下。當敵軍迫近平壤，宣祖心虛膽怯，欲渡鴨綠江逃往遼東，表示寧願死在天子疆土（明朝境內）也不願成為日本人刀下亡魂，但只得都承旨李恒福一人支持。大多數官員，如領議政柳成龍、左議政崔興元、右議政尹斗壽皆反對宣祖的提議。商議之下，決定將朝廷一分為二（分朝），一部分人隨宣祖渡江，其他人則在光海君的帶領下駐守朝鮮。光海君受命權攝國事，擔任撫軍司代替宣祖赴前線撫軍，表現出色，得到許多義軍領袖和百姓的支持。
然而，分朝卻使得宣祖和光海君的關係越發生疏。原因有兩個：
其一，光海君作為世子最主要的任務便是在侍講院學習與一日兩次向宣祖問安以示孝道。但是由於光海君頻頻臥病在床，因此辜負了宣祖的期望，導致宣祖對光海君多有不滿。
其二，分朝直接讓光海君分享了一部分宣祖的王權。宣祖在戰爭時貪生怕死的表現讓自己失盡民心，受到臺諫（即司憲府、司諫院之合稱）不留顏面的指責，更有大批儒生上疏要求宣祖退位於光海君。如此，宣祖致力收復王權，打壓世子。
壬辰倭亂期間（1592－1598），他18次提及禪讓王位或讓光海君攝政，但其目的只不過是在考驗世子和群臣對自己的忠心，以便除去任何威脅。為了限制光海君的權利，宣祖在分朝時，以光海君還沒有受到大明冊封為藉口，不願頒發世子印。宣祖甚至禁止光海君入殿請安，讓光海君的世子之位岌岌可危。
自懿仁王后過世後，宣祖對待光海君的態度每況愈下，從他重視選繼妃而有意阻擾遣使臣要求大明冊封世子來說，宣祖似乎考慮廢世子。雖然，按照宗法，光海君的世子地位不會因為永昌大君的誕生而有所動搖。況且，永昌大君年齡太過幼小，廢長立幼也太不合理，但由於宣祖對光海君的冷淡和缺乏明朝的正式冊封，讓光海君坐立不安，擔心宣祖會不顧宗法，改立永昌大君為世子。朝中讀懂宣祖心意的人趁機結黨營私，其中以柳永慶的“柳黨”風頭最盛。“柳黨”擁立永昌大君，常常挑撥離間，使光海君更覺地位不保，迫使他無論如何都要剷除永昌大君。

### 繼位風波
1608年，宣祖薨，光海君從被立為世子到登基的14年間，明廷5次拒絕冊封光海君，這在朝鲜史無前例，令光海君顏面盡失。繼位後，大明禮部仍拒絕冊封光海君為朝鮮王。在禮部的詢問下，使臣李好閔聲稱臨海君患有精神疾病，自願讓位於光海君，禮部於是派遣了兩名使臣親自前往漢陽拜訪臨海君求證。朝鮮使用大量白銀賄賂了使臣，終使禮部同意冊封。1609年，敕使入漢陽，正式冊封光海君為朝鮮王。明廷的態度對光海君來說無疑是奇恥大辱，除了讓光海君對大明心存芥蒂（致使日後不願意出兵相助），更進一步讓光海君意識到只要臨海君在世一日，自己的王位便坐不安穩，因此，臨海君是非死不可。

### 殺害兄長
光海君登基不久，即有三司官員彈劾臨海君。雖然光海君表示不忍，但是就在同一天，光海君未經推鞠審問，便採納三司（即弘文館、司憲府、司諫院）的提議，以私藏軍器、陰養死士、在宣祖殯天當日密謀出兵篡位、私協武器入宮等四條逆反罪名將臨海君流放，關押圍籬。官員們沒有對此提出異議，雖然此事由北人打頭，但是南人和西人也不約而同地支持除去臨海君。
之後，不斷有上疏要求處死臨海君，光海君沒有首肯。1609年，臨海君被流放地守衛李廷彪殺死。表面雖傷心欲絕，光海君卻沒有下令追查，也沒有懲罰李廷彪，只讓其呈上一份報告書。光海君為了避免背負殺兄的道德污點，以甸人殺害的方式秘密處死了臨海君。

### 七庶獄事
七庶獄事發生在1613年4月，故亦可稱「癸丑獄事」，一群西人黨名門後裔以搶劫和謀殺的罪名被捕，其中一人坦誠欲擁立永昌大君篡位，引發黨爭，牽連無數，連仁穆大妃也被牽扯其中。一名被供出的高官朴東亮招供：「宣祖病重時，仁穆大妃殿中宮女對懿仁王后之像施展巫術，以求延續宣祖之命」。經過一番推鞠審問，犯人供出陰謀的策劃者乃仁穆大妃的父親金悌男，並企圖擁立永昌大君為王。一如光海君所願，有人開始要求光嚴懲永昌大君與仁穆大妃。
此時，朝廷卻為了是否該懲處永昌大君和仁穆大妃而分裂成了支持與反對的兩大派。後來由於光海君治罪言官嚴惺，事件發展為群臣與光海君之間的矛盾。在清洗了整個臺諫（包括大司諫和大司憲）後，光海君終於壓制了臺諫的反抗之聲，從1613年7月之後的7個月中，再沒有人對此上疏。新任臺諫獻媚，主張嚴懲永昌大君，光海君借勢下旨將其流放江華島，以圍籬關押。礙於稚子無辜，若公然剷除永昌大君只會顯得光海君不仁不義，因此1614年，光海君再次採取甸人殺害的手段，指使江華府史鄭沆謀殺了永昌大君，逆反主謀金悌男也被處決。

### 廢黜大妃
解決永昌大君之後，下一個問題就是怎麼處置仁穆大妃，為此，從1613到1617年，朝政爆發了三次大規模的爭議。首先是大北人名儒鄭蘊上疏言詞犀利指責光海君不義（借守衛之手殺害永昌大君）不孝，點破光海君借刀殺人一事，後牽扯出七庶獄事一案中的各種疑點，引發軒然大波。雖然因此事光海君與群臣起了摩擦，但經光海君故技重施，以數度撤換台諫官員，成功堵住悠悠眾口。第二輪爭議始於南人巨頭李元翼的上疏，懇求光海君不要頒佈對七庶獄事宣判的教旨。光海君震怒下流放了李元翼引起儒林不滿，成均館儒生們聯名上疏抗議。光海君以殺害或流放帶頭者結束了這一次的危機。直到2年後的冬天（1617年），朝廷才為仁穆大妃的去留展開第三次（也是最後一次）激烈的辯論。
1610年，追封生母恭嬪金氏為“恭聖王后”，並將其靈位移置太廟。1617年9月，在朝鮮方面多次懇求下，明朝賜冕服于恭聖王后，象徵著恭聖王后正式成為宣祖的第二任王妃。如此一來，造成了兩個後果：1、仁穆大妃象徵性地降位成為第三位王妃，2、光海君的身份順理成章變成了嫡子。這意味著即使光海君處置仁穆大妃，也不會違反母子天倫，令光海君成功消滅了剷除仁穆王后的最後一重道德枷鎖。
成功追封恭聖王后的20日後，光海君差捕盜廳秘密捉拿仁穆王后的叔叔金季男，製造讓有心人攻擊仁穆王后的機會。第三輪辯論的導火線便是儒生韓輔吉的上疏，要求光海君廢黜仁穆王后 ，受到領議政奇自獻的反對。於是光海君召開收諡，並要求群臣表態，在1100名兩班（包括王室成員）之間，大多數人不願表態，只有7個人公開表示反對任何不利於仁穆王后的政策，將近50人表示支持，多為大北黨。光海君殺雞儆猴，流放了反對者。餘下的群臣在左議政韓孝純帶領下進行了為期一個月的庭請。受光海君壓迫，臺諫彈劾了不出席的人，一時間人人自危。當同情仁穆大妃的聲音徹底消失以後，光海君下教旨，軟禁仁穆王后，但並沒有把大妃廢掉，而是拿掉了她大妃的地位，改稱西宮。

### 外交政策
1616年，努爾哈赤統一女真建立後金國稱汗，定都赫圖阿拉（興京），年號天命，並向大明宣戰。除了遼東，整個滿洲落入後金掌控之中。夾在大明與後金之中的朝鮮左右為難，一方面要對宗主國大明盡忠，另一方面又要盡力與後金和平相處。在這樣的時代背景下，一心求和的光海君和親明的士大夫之間不可避免地起了矛盾，從1618年到光海君下臺，朝鮮宮廷上演長達5年的倫理鬥爭。
1618年夏季，朝鮮收到3封來自遼東指揮使丘坦和廣甯指揮使汪可受的信函，要求朝鮮出兵支援。大多數官員提議立刻出兵，光海君則表示反對，卻只得到7人的支持，但後來這7人禁受不住政治壓力，紛紛變卦，轉投親明陣營。在光海君的堅持下，直到大明皇帝降詔書，朝鮮才勉強出兵。
壬辰倭亂期間，在前線的光海君累計了許多作戰經驗，並曾和明將合作，對朝鮮與明朝的軍力相當熟悉。憑藉軍事情報與對明軍的瞭解，光海君早已預見明軍的失敗，因此不願出兵相助，為保國家社稷，則欲討好努爾哈赤。相反，士大夫們對明朝充滿信心，大明與朝鮮之間的君臣之義，加上壬辰倭亂時大明對朝鮮的再造之恩，群臣皆願意無條件支持大明，亦反對與努爾哈赤有任何書信往來。
1619年春天，13000名朝鮮士兵度過鴨綠江到達遼東，卻在深河之戰中慘敗，指揮使姜弘立與3000名倖存士兵被俘。努爾哈赤幾番致信朝鮮，表示願意和睦相處，並要求朝鮮協助後金共同對抗大明，甚至要朝鮮在大明與後金中二選其一。特別是1621年後，後金攻陷瀋陽與遼陽，阻斷了大明與朝鮮之間的通路，努爾哈赤開始以更高的姿態要求朝鮮的合作。對此，光海君與備邊司為代表的群臣起了很大的意見分歧，前者一意孤行主張順從努爾哈赤，後者反對並主張無視努爾哈赤的信件。最後雙方各讓一步，達成協商，終於暫時緩和了與後金之間的衝突。
對於1619年的戰事，大明方面則派出了詔書，不但沒有責怪，反而對朝鮮的支援表示感謝，並送上1萬兩白銀安撫，至此之後，大明即使頻繁送禮送銀子以圖朝鮮出兵相助，但凡要求增兵，光海君都執意不肯，以各種藉口搪塞，使得明使空手而歸，甚至對明使「犒資悉入內府, 健兒未赴江邊」的批評不瞅不睬，這些行為極受到朝鮮史臣非議。到後來，光海君甚至將傳達大明皇帝聖旨的朝鮮使臣關在漢陽城外，公然拒絕接旨，形同背棄大明。此時光海君的外交政策可以說是從欺瞞明朝變成了公然抵抗。備邊司不齒光海君的行為，於是經常陽奉陰違，無故缺席，阻擾朝政正常運行，公然反抗光海君。1622年11月，備邊司不顧光海君的抗議，強迫光海君上尊號：“建義守正彰道崇業”，“義”、“正”、“道”代表了朝鮮對大明應有的道義，借此警告光海君身為大明之臣的立場。9日後，禮曹奏請再次上尊號，意在羞辱光海君，群臣紛紛廷請逼宮，直至多日後仁祖反正。
在儒教思想根深蒂固的朝鮮王朝，士大夫奉五倫為正論，視大明天子為君為父。光海君雖頗有遠見，在延續5年的外交紛爭中，光海君完全被孤立，群臣不分黨派對光海君群起而攻之，甚至表示寧得罪光海君也不願得罪明朝。光海君背叛大明，又與士大夫交惡，同時失去這兩股支撐朝鮮君王王權的力量，光海君的廢黜已成定局。

### 仁祖反正
1623年春，1300名起義之眾從東北入漢陽城，訓練都監的2000名士兵倒戈相向，兵不血刃地推翻了光海君的政權。綾陽君登基，是為仁祖；仁祖以仁穆大妃的名義下頒佈懿旨，宣判光海君的罪行，冠以“戕兄殺弟”、“幽廢嫡母”、“忘恩背德”、“ 輸款奴夷”等36條的罪名，將光海君貶為庶人，流放至江華島。而世子李祬在仁祖反正後，也被流放到江華島；之後挖地道欲逃出圍籬，失敗被抓，賜自盡，光海君因此絕嗣。
1627年因後金入侵，光海君被移置喬桐島；1637年再次因後金來犯，移置濟州島。1641年，光海君在流放地逝世，享壽67歲；仁祖聞訊後輟朝三日，以王子之禮，將光海君葬於京畿道楊州赤城洞。
光海君死後，按照燕山君由外孫主祀的先例，一開始是由他的女兒奉祀，之後就由她和朴澂遠的後代子孫主持祭祀；顯宗八年（1667年）又有撥給供給奉祀光海君的一百結田地。朝鮮英祖在位時，朴澂遠的孫子朴廷琓:53, 177曾就田地免稅一事上奏；英祖五十年（1774年），朴廷琓的長孫、儒生朴鳴漢是當時光海君的奉祀人，英祖曾命其入侍；純祖九年（1809年），有朴鳴漢的弟弟朴聲漢的記載，被稱為是光海君的「外裔」:178-179。

## 家庭

### 王后
| 身分     | 生卒年       | 本貫 | 父母            | 備註                                                                                              |
| -------- | ------------ | ---- | --------------- | ------------------------------------------------------------------------------------------------- |
| 廢妃柳氏 | 1576－1623年 | 文化 | 柳自新 東萊鄭氏 | ①宣祖九年七月二十一日誕生，仁祖元年十月八日卒於江華島。 ②仁祖反正之後，被廢降級為「文城郡夫人」。 |

### 後宮
| 身分 | 姓名   | 生卒年     | 本貫 | 父母            | 備註 |
| ---- | ------ | ---------- | ---- | --------------- | --- |
| 貴人 | 權氏   |            | 安東 | 權餘慶 金氏     | 光海君十年為淑儀，後封昭儀， 後升貴人。 |
| 昭儀 | 洪氏   |            | 豊山 | 洪邁            | 光海君九年封淑儀，十年陞昭儀。 |
| 昭儀 | 尹氏   | ？－1623   | 坡平 | 尹弘業 坡平尹氏 | 光海君九年封淑儀，十年陞昭儀，「仁祖反正」後被賜死，光海君11年生下廢翁主。。 |
| 淑儀 | 許貞純 | 1595－1623 | 陽川 | 許儆 平山申氏   | 光海君五年被選為淑儀。兄長為全州府尹，許稷。 |
| 淑儀 | 元氏   |            | 原州 | 元守身          | 兄弟瑞山郡守元有亨。 |
| 昭容 | 任愛英 | 1598－1628 | 豊川 | 任蒙正          | 光海君二年（1610）入宮。叔父為任就正。③仁祖六年自殺 |
| 昭容 | 鄭氏   | ？－1623   | 东莱 | 鄭象獻          | 兄長是鄭之產。「仁祖反正」時自殺身亡。 |
| 昭媛 | 辛氏   | ？－？     | 灵山 | 辛鏡 水原金氏   | 母親為仁嬪金氏的姊姊，兄長是辛宗述和辛宗遵。②光海元年冊封為淑媛。 |
| 淑媛 | 韓保香 | ？－？     |      |                 | 京師良民出身。仁祖反正時被逐出宮，之後，因宮裡使喚的奴婢太少，仁烈王后將前朝無罪的宮人，召回宮廷，負責打掃宮廷，而韓氏也在其中，後擔任女官，因韓氏長相端莊，個性淳良謹慎，深得仁烈王后喜愛，因此被人嫉妒，向王后進讒言說韓氏常因思念前朝而入夜哭泣，恐有叛逆之舉，但王后對韓氏深信不疑，還讓她擔任大君的保姆，享壽八十餘歲。 |
| 尚宮 | 金介屎 | 1584－1623 |      |                 | 朝鮮王朝實錄記載介屎為本名，原為宣祖的承恩尚宮，後來成為光海君的後宮。「仁祖反正」時，被處以極刑而死。 |
| 尚宮 | 邊氏   | ？－1623   |      | 邊忠吉          | 賤民出身。其父本為司僕，因其女被光海君納為後宮之後，官拜撗城縣監，仁祖反正後，邊氏賜死，邊忠吉廢為庶民。 |
| 尚宮 | 李氏   |            |      |                 | |
| 尚宮 | 卞氏   |            |      |                 | |
| 尚宮 | 崔氏   |            |      |                 | |
| 尚宮 | 金氏   | 1595－1675 |      |                 | 仁祖反正後成為淑靜公主的保母尚宮，於公主府邸過世。 |
| 內人 | 英生   | ？－1613   |      |                 | 光海君五年（1613）正月廿五日以病出家，永柔縣令任奕收其做妾，因事發而於二月八日賜死於堂峴。 |
| 內人 | 女香   | ？－？     |      |                 | 仁祖反正後，移於東宮，卻心懷兇慘之計，教唆愍懷嬪逆謀。 |
| 後宫 | 趙氏   | ？－？     | 漢陽 | 趙誼            | 史料不足，無法得知品階。高祖父赵光彦为燕山淑容赵氏之兄。兄長為趙國哲，堂兄弟趙國弼乃王妃的姐夫。 |

### 子女

#### 嫡子
| 稱號   | 名 | 生年 | 卒年 | 生母     | 配偶                            | 備註                                                                                 |
| ------ | -- | ---- | ---- | -------- | ------------------------------- | ------------------------------------------------------------------------------------ |
| 廢世子 | 祬 | 1598 | 1623 | 廢妃柳氏 | 廢嬪朴氏（1598－1623） 自縊身亡 | 仁祖反正後被廢，安置於喬桐。數月後，企圖挖掘地道想要逃離，但沒有成功。1623年，賜自盡 |

#### 庶女
| 稱號   | 名 | 生年 | 卒年 | 生母     | 配偶                  | 備註 |
| ------ | -- | ---- | ---- | -------- | --------------------- | --- |
| 廢翁主 |    | 1619 | 1664 | 昭儀尹氏 | 朴澂遠 （1625－1690） | 仁祖反正後一直在舅父家生活，到仁祖二十一年（1643年）由於為光海君服喪期滿，於是獲仁祖賞賜結婚所需。誕二子三女，顯宗五年逝世。:53 |

## 相關影視作品及飾演者
韓國電視劇醫道（許浚）是敘述光海君和他父親的時代背景。而韓劇《王的女子》就是敘述光海君和寵姬金尚宮的故事。
- 《女人列传》—《西宫娘娘》：1982年MBC電視劇，李德華 饰。
- 《朝鲜王朝五百年》—《回天门》：1986年MBC電視劇，李熙道 饰。
- 《西宮（朝鲜语：서궁）》：1995年KBS電視劇，金圭哲 饰。
- 《医道》：2000年MBC電視劇，金承洙 饰。
- 《雷鸣》：2000年KBS電視劇，金周承 饰。
- 《王的女子》：2003年SBS電視劇，地成 饰。
- 《不滅的李舜臣》：2004年KBS電視劇，李俊 饰。
- 《雙面君王》：2012年韓國電影，李炳憲 饰。
- 《火之女神》：2013年MBC電視劇，李相侖 飾。
- 《王的面孔》：2014年KBS電視劇，徐仁國飾。
- 《懲毖錄》：2015年KBS電視劇，盧英學飾。
- 《華政》：2015年MBC電視劇，車勝元飾。
- 《代立軍》：2017年韓國電影，呂珍九飾。
- 《成為王的男人》：2019年tvN電視劇，呂珍九飾。
- 《朝鮮浪漫喜劇–綠豆傳》：2019年KBS 2TV電視劇，鄭俊鎬飾。
- 《綁匪－盜取命運》：2021年MBN電視劇，金太祐飾。

## 附註
1. ↑  《光海君日記》第120卷，光海9年(1617年)10月30日
2. 1 2  《朝鮮王朝實錄·宣祖實錄》26卷, 25年4月28日
上微哂曰: “光海君聰明好學, 予欲立而為國本, 於卿等意如何?” 大臣以下, 一時起拜曰: “宗社生民之福也。”
《朝鮮王朝實錄·宣祖實錄》26卷，25年4月 29日
立光海君諱為世子。 出東宮, 僚屬百官陳賀。
3. ↑  《朝鮮王朝實錄·宣祖實錄》151卷,35年6月 11日
順和君, 居倚廬, 㤼幹宮人, 是難赦之罪……第惟諸王子臨海君、定遠君之作弊, 罔有紀極, 奪人之田、奪人之奴, 寒士窮民, 皆失其田民, 莫敢誰何, 中外騷然。
4. ↑  《朝鮮王朝實錄·宣祖實錄》116卷, 32年8月 21日
 ……臨海稟質凡下, 不厭眾心……
5. ↑  《朝鮮王朝實錄·宣祖實錄》116卷, 32年8月 21日
光海聰明端厚, 篤善好學, 不喜芬華, 自奉簡儉。
6. ↑  《朝鮮王朝實錄·宣祖實錄》27卷, 25年6月 13日
上因言入遼之事,興源曰: “遼東人心極險。” 上曰: “然則何不言可往之地? 予死于天子之國可也, 不可死於賊手。”
7. ↑  李恒福與尹斗壽同為西人巨頭，柳成龍為南人首領，崔興元黨派不詳。
8. ↑  《朝鮮王朝實錄·宣祖實錄》27卷, 25年6月 13日
是夜, 以備忘記傳曰: “內禪之意, 言之非一再, 而爲大臣所拘執, 欲死不得。 今後令世子,權攝國事, 除拜、官爵、賞罰等事, 皆便宜自斷事, 言于大臣。”
9. ↑  1593年3月，由於明兵的介入，宣祖的朝廷暫在開山落腳，光海君則駐守定州，9個月後才回到漢陽。
10. ↑  《朝鮮王朝實錄·宣祖實錄》45卷, 26年(1593 癸巳 / 명 만력(萬曆) 21年) 閏11月 19日
政院啓曰: “以禮曹公事, 世子南下時, 所用印信, 今方改造雲。 若改王世子之寶字, 爲印字則可也。 若改爲光海君之印, 則有害於義理。 天朝禮部諮文及諸將官, 皆以世子稱之, 別無未安之事。 今當以王世子之印, 改造宜當。” 傳曰: “設使我國泛稱世子世子雲, 而天朝前, 以世子印踏送, 未安。 且寶字, 所諱之字。 我國雖微末之官, 奉命則齎印而去。 此事受委, 莫大之事。 予意則稱之以光海無妨。”
11. ↑  《朝鮮王朝實錄·宣祖實錄》154卷, 35年9月 22日
朝, 王世子問安。 上待世子頗嚴, 引接甚罕, 每問安, 至外門而退。
12. ↑  宗法規定，兩班在確立繼承人（庶子或繼子）之後，即使有嫡子降生，繼承人也不會更改。
13. ↑  柳永慶本是東人黨，後來變卦投奔北人，之後又加入小北。1602年任戶曹判書，兩年後其孫柳頔迎娶貞正翁主（宣祖女兒），升任領議政，與其他外戚勾結，被稱為“柳黨”，在宣祖的最後四年一時權傾朝野。“柳黨”在宣祖病重期間私藏宣祖欲退位讓賢的教旨，後被光海君問罪。
14. ↑  當時明廷也出現了與立儲有關的爭執。明神宗偏愛第三子朱常洵，欲立為太子，以禮部為首的滿朝文武強烈反對。最後，在1601年，明神宗辯不過內閣，只好立長子朱常洛（即光宗）為太子。因此，明朝禮部多次以非長子為由拒封光海君，堅持立長不立幼的立場。
15. ↑  《朝鮮王朝實錄·光海君日記》5卷, 卽位年6月 15日
中朝委差嚴、萬二官, 査質臨海君病廢, 不合嗣後狀。
16. ↑  《朝鮮王朝實錄·光海君日記》17卷, 1年6月 2日：勅曰
“皇帝勅諭朝鮮國權署國事光海君 【姓諱】某。 得奏爾父王【諱】薨逝, 爾兄病廢, 通國臣民合詞請命, 應爾承襲。 朕順輿情, 特從所請, 玆特遣司禮監管文書內官監太監劉用, 齎詔示爾國人, 封爾爲朝鮮王, 繼理國政, 仍封爾妻柳氏爲國王妃, 佐理內政。 竝賜爾及妃誥命冕服、綵幣等件, 爾宜服玆新命, 紹爾舊封, 益堅忠順之心, 永保藩垣之業。 欽哉! (故諭。)”
17. ↑  《朝鮮王朝實錄·光海君日記》1卷, 卽位年 2月 14日
掌令尹讓、持平閔德男、獻納尹孝先、正言李士慶·任章等啓曰: “臨海君珒久畜異志, 私藏軍器, 陰養死士。 自上年十月大行大王違豫之時, 非但多聚賊黨, 亦多締結名將, 召集武士, 日夜潛圖不軌之事, 國人所共明知。 及至賓天之日, 未發喪之前, 公然出去其第, 移時後始爲奔入, 其情跡綢繆, 顯有指揮家兵之狀。 今在咫尺之地托以營造, 鐵椎、環刀裹以空石多數入之, 不測之禍迫在朝夕。 請存宗社大計亟令大臣、兵曹從速處置流之絶島, 以全聖上友愛之至情, 以定中外群心之疑懼。”
18. ↑  《朝鮮王朝實錄·光海君日記》15卷, 1年 4月 29日
殺臨海君於圍所。 臨海在圍墻中, 只有一官婢在側, 穴通飮食。 至是守將李廷彪迫以飮毒, 不肯, 遽縊殺之。臨海之死, 人莫能明, 亦不知死之日。 癸亥反正後, 臨海家人, 招其婢問之, 始知其實。 夫人許氏, 啓棺視之, 肌膚如生, 其項尙有絞索紅痕。
19. ↑  《朝鮮王朝實錄·光海君日記》16卷, 1年5月 4日：傳曰
“臨海喪所朝夕祭奠, 使本官設行事, 下書于京畿監司, 歸厚署所儲棺一部, 卽令輸送於喬桐, 喬桐別將李廷彪趁不馳啓, 病重之由, 推考治罪。”
20. ↑  甸人殺害：指示守衛或地方官員秘密將流放的罪人處死，指示人通常為在位者，以此避免公開處死想要除去的人，保證自己公義正直的形象。
21. ↑  頭目包括：故相朴淳之庶子朴應犀；故牧使徐益之庶子徐羊甲；故監司沈銓之庶子沈友英；故副相朴忠侃之嫡子朴致毅；西人黨名儒金長生之庶弟金慶孫；故判書金睟之嫡孫金斐（《朝鮮王朝實錄·光海君日記》65卷, 5年4月 25日）
22. ↑  《朝鮮王朝實錄·光海君日記》65卷, 5年4月 25日
……又放釋竄謫之輩, 除拜顯官, 使同心擁立大君……
23. ↑  [光海君日記]的編寫者亦有澄清，被詛咒之人其實乃光海君生母金氏。
《朝鮮王朝實錄·光海君日記》66卷, 5年5月 16日
當初宣祖寢疾, 大君房奴婢等聞巫覡妄言, 以爲祟在恭嬪, 遂有壓禳之謀, 其言頗洩, 臨海君聞之, 使宮奴防護恭嬪陵, 而竟無其事。 此雖迷暗奴婢等至微之事, 然所指嬪陵也, 非裕陵也。 宮家奴僕相妬忌溢惡之言, 蓋不足據, 而獄事之初, 戚裡家多有諷之者, 東亮遂以妄聞演說。 此豈大妃之所預也?
24. ↑  《朝鮮王朝實錄·光海君日記》66卷, 5年5月 22日
進士李偉卿等上疏曰:伏以臣等以討逆事, 本月十九日, 齊會於太學, 多士共議, 以臣李偉卿爲疏頭…… 臣等伏見悌男藉㼁謀逆…… 後內作巫蠱, 外應逆謀, 母道已自絶也, 王子爲賊所戴, 兇謀敗露, 同氣之情, 亦自絶也。 殿下遇母子兄弟之變, 此正擧國臣民奮義請討之不暇, 而爲士者, 居首善之地, 尙無沐浴之討乎……
25. ↑  新任大司諫和大司憲分別是宋淳和李沖，皆為大北黨。
26. ↑  《朝鮮王朝實錄·光海君日記》 68卷, 5年7月 27日
安置永昌君㼁于江華……可圍籬安置
27. ↑  光海 74卷, 6年1月 13日
以鄭沆爲江華府使。 (【沆, 武人也。 臨海之竄, 李廷彪殺之; 大君之竄, 鄭沆殺之。 故寵幸無比, 其後二人, 相繼俱斃, 人皆謂天殃。 大君死時, 年九歲。 沆到任之後, 絶其餼稟, 所饋飯和以沙土, 使不得入喉。 邑中有一小吏, 守直圍籬者憐之, 密懷飯饋之, 沆覺而杖逐之。 故大君自此不得食, 氣盡而死。 (或雲)沆患其不速斃, 火其堗, 極熱燒殺之。 大君攀戶立終日, 力竭而墮, 脅骨盡燒。 至今江華人言之, 莫不泣下。】)
28. ↑  仁穆大妃被指參與了金悌男謀逆一案，但缺乏確鑿證據。
29. ↑  《朝鮮王朝實錄·光海君日記》 75卷, 6年2月 21日
副司直臣鄭蘊上疏: “(伏以)嗚呼! ……殿下之於㼁, 豈不知終不相容也? ……殿下待以不死, 而鄭沆待之以死……大妃雖或不慈於殿下, 殿下安得不盡孝於大妃乎? ……
30. ↑  《朝鮮王朝實錄·光海君日記》87卷, 7年2月 5日
完平府院君李元翼上箚曰: “伏以數年以來, 癃病退伏, 未曾一參鞫廳, 亦未曾開戶見客, 凡推鞫首末及外間說話, 全未得其詳。 昨年儒生請罪臺官之動搖大妃者, 其時竊聞朝議以爲: ‘臺臣只言別處之事, 實無動搖之意’, 至於經筵之上, 亦無此等語端, 臣始焉而疑, 終焉而止。 頃日該曹將頒敎事收議, 臣意‘此事係是推鞫間曲折, 非病伏之臣所能知’, 故不敢有所左右而不復立異於該曹公事矣。 今者流聞道路之間, 聚首洶洶以爲: ‘因此將延及於大妃。’ 臣驚心隳膽, 不覺神魂之飛越。 母雖不慈, 子不可以不孝。 母子之間, 名位至大, 倫紀至重。 聖人, 人倫之至, 聖明之世, 安有此事? 儻朝廷果無此議, 則臣之輕通道聽, 先事強聒, 罪不可逭。 乞治臣妄言之罪, 以定國人之疑, 不勝幸甚。 愛君如愛父, 有懷必告於其父, 人子之至情。 臣一息僅存, 朝暮入地。 受恩深厚, 報效無路, 臨箚戰慄, 語不成文。 取進止。” 答曰: “省箚, 驚痛, 不安於中也。 不解/辟之尊奉、百官之朝謁如舊, 卿從何處得聞, 形諸文字, 以駭人聽? 宜直陳以啓。” 仍傳曰: “遣史官問啓。”
31. ↑  《朝鮮王朝實錄·光海君日記》91卷, 7年6月 23日
付處李元翼于洪川。
32. ↑  .   [2014-01-21]. （原始内容存档于2014-02-02）.
33. ↑  生前為後宮者，死後靈位不能放置於太廟，而是別廟。
34. ↑  《朝鮮王朝實錄·光海君日記》118卷, 9年8月 19日
辛亥王辰時, 出禦於慕華館幕次, 迎恭聖王后冠服。
35. ↑  朝鮮國王稱嫡母為“母后”或“慈殿”，稱王妃以外的生母為“聖母”或“慈親”。光海君最後一次稱仁穆大妃“母后”是在1614年6月。一個月後，使臣帶來明廷同意追封恭嬪金氏的消息。從那時候開始，光海軍改稱仁穆王后“大妃”；支持廢黜仁穆王后的人稱她為“西宮”。
36. ↑  《朝鮮王朝實錄·光海君日記》120卷, 9年10月 8日
左右捕盜大將(意)啓曰: “命下罪人金季男, 今日夕時,蔔物載持, 入來其家時, 軍官崔仁吉捕捉, 故敢啓。” 傳曰: “知道。 拿囚。”
37. ↑  小北派奇自獻，西人李恒福（1556-1618），西人金德誠（？-1636），西人金權（？-1622），李慎儀，權士恭（1564-1624），西人吳允謙（1559-1636）
38. ↑  此時，反對廢黜仁穆大妃的大北派脫離黨派，組成新黨“中北”
39. ↑  《朝鮮王朝實錄·光海君日記》123卷, 10年1月 4日
是時, 虐焰張甚, 人皆以不參庭請爲必死, 故雖平日稍持名檢者, 亦不免靡然從之。
40. ↑  光海 123卷, 10年1月 28日
百官初啓。 答曰: “予多險釁, 不弔於天, 遭此大變, 日夜號泣。 戕害眇躬, 不足憂也。 行兇裕陵, 咀呪先後, 此實臣子不忍言之至痛。 衆怒如山, 群情齊憤, 卿等盈庭之議, 日三迫促, 勢難終遏, 姑停百官之朝謁, 以答中外之人心。 此亦出於不得已也, 夫豈寡昧之本情哉? 憂惶悶蹙, 罔知攸措。 不圖卿等, 莫察予意, 董率群工, 畢會氷庭, 廢棄職事, 強請以不可從之事。 顧予何心能處此變? 卿等旣曰事關宗社, 予不得一向拒絶。 今後只稱西宮, 而去大妃之號。 勿復以廢字擧論, 使恩義兩全。 凡供奉減損節目, 一一詳議擧行。”
41. ↑  黃中允，故台諫，大北派，仁祖反正時遭流放
趙纘韓，承旨，本是西人但與大北交好，因為所屬黨派的關係，仁祖反正時並沒有受影響
朴鼎吉，承旨，大北派，仁祖反正時被殺
李偉卿，承旨，大北派，仁祖反正時被殺
朴自興，參判，小北派，朴承宗之子，光海君外戚，仁祖反正時自盡
任兗，處置仁海君時期的功臣，大北派，七庶獄事時遭流放，1620年死去
尹暉，西人，西人巨頭尹斗壽之子，仁祖反正時遭流放，因家境顯赫，不久便回到漢陽。
42. ↑  《朝鮮王朝實錄·光海君日記》166卷, 13年6月 6日傳曰
“義州則唐人耳目極煩，滿浦則非唐人所見處，似爲不煩速往滿浦(云云)事，令鄭忠信善諭（何如？）大槪中原兵馬疲殘無比，雖爲誇大之言，少無實效。此賊兵勢，無異於阿骨打，姑爲彌縫，以過兇鋒可矣。若徒爲高談，益激犬豕之怒，其禍不測，分兵侵我，有何所難乎？今日我國人心不能料敵，非一二計，更加詳議善處(事，言于備邊司)。”
43. ↑  《朝鮮王朝實錄·光海君日記》147卷, 11年12月 22日
傳曰：“我國家喪敗之餘，少無可禦此賊之勢，故不得已姑爲羈縻緩禍之計耳。予觀時事，此賊爲金、元、遼、夏，則予雖未詳，而如五胡之亂華，則足以爲之。天朝亦旣不得一皷蕩平，則雖非此賊，中原亦因此多事。勝、廣起兵，秦室漸危，黃巾倡亂，漢家亦亡。執此見之，則必他賊先動，奸雄繼起。此賊終不知如何，而爲天下亂賊之首矣。我國不幸，與我/此賊接壤，道裡亦近，不如倭寇之限隔滄海也。固邊自守之策，著實講定，盡心料理，中原有事，則堅鎖西北，若有搶犯之賊，則以死牢守，嚴明紀律，修繕器械，選將鍊兵，據險積穀，而無事則優造軍器、火器，大開屯田，謹烽火、恤將士，不弛一刻，可免顚躋矣。（更可詳議善處事，言于備邊司。）”
44. ↑  之後姜弘立（1570-1627）背叛朝鮮，入女真陣營。
45. ↑  壬辰倭亂之後，備邊司代替了議政府的角色。
46. ↑  《朝鮮王朝實錄·光海君日記》143卷, 11年8月 5日
官袁見龍等奉皇勅、賞銀入京，王出慕華館親迎：“皇帝勅諭朝鮮國王姓諱。朕撫有萬邦，綏玆屬國，旣安危之相倚，宜休戚之與同。頃者奴酋逆天，稱兵犯順，陷我城堡，戕我軍民，惡貫旣盈，神人共憤。朕赫焉震怒，爰興問罪之師，惟爾朝鮮國王姓諱，志切同仇，計圖勦逆，整搠兵馬,裹糧相從，戮力齊心，誓淸大憝，勤王之義，朕甚嘉焉。緣我大將寡謀，王師失利，以致爾軍雖有斬獲，無救損傷，兩師之被擄未還，士卒之創殘幾盡。按臣奏至，良用惻然，已令所司，査明優恤。玆特遣官，頒賜勅書，齎御前所發賞功銀一萬兩，馳送爾國，量行褒賞，弔問死傷，慰忠義之魂，撫瘡痍之衆。凡爾君臣、將士，宜悉朕懷，今騎虎之勢已成，掎鹿之局須結。尙益挑選精銳，分佈沿江，據險列屯，相機戰守，一以壯我聲勢，一以固爾藩籬。俾狡夷不得肆呑噬之謀，庶遼左亦終藉應援之助。勉圖後效，毋棄前功，雪恥除兇，務期殄滅。朕當不斳殊錫，以酬爾勳，欽哉！故諭。”
47. ↑  《朝鮮王朝實錄·光海君日記》177卷, 14年5月 18日
梁監軍揭帖：“不佞奉天子令齎賜金，浮海來玆，艱危萬狀。……
48. ↑  《朝鮮王朝實錄·光海君日記》:「皇上之命, 使專勅錫銀獎勵, 欲其發兵助糧, 以爲聲援。 而王畏賊奴之强, 忘君臣之義, 無意出兵助順。 但以遊辭緩語, 以爲目前之計, 潛遣信差, 交通虜穴, 孤恩負德, 何以自立於天地間? 」
49. ↑  《朝鮮王朝實錄．光海君日記》183卷, 14年11月 28日
王拘忌日時，狐疑不決。前後皇勅，留置十裡外，或至經歲。使臣一行供億之際，圻邑俱困，至有萬裡往返易，望城入城難之謠。
《朝鮮王朝實錄·光海君日記》185卷, 15年1月 14日
傳曰：“予證雖或暫歇，寒沍如此，二十日前，勢難迎勅。以二十日後改擇日。”【時賀登極使吳允謙齎勅而回，推官孟良性亦奉勅而來，王託病不出，屢次退日，終不得迎。】
50. ↑  《朝鮮王朝實錄·光海君日記》183卷, 14年11月 8日
王以天朝賜勅獎諭兼賜金幣，上尊號曰‘建義守正彰道崇業。’因禦正殿，受百官、諸道賀，頒敎八方，加百官資，赦雜犯死罪以下。
51. ↑  光海 183卷, 14年11月 17日
禮曹啓曰：“聖上事大之誠，皇帝監之盡矣。回還登極使齎來勅褒及金綺之賜，寵光出常，厚誣快雪，此實一國之大慶。尊崇之禮，理宜次第擧行，群情如此，儒生陳疏，臺諫引避。臣等待罪典禮，躬逢盛事，而秪緣待大禮之完，致後於人，不勝惶恐。敢啓。”
52. ↑  《朝鮮王朝實錄·光海君日記》185卷, 15年1月 4日
弘文館上箚請上尊號，不從。【此後三司百官連啓，數日後以受鍼調攝姑停。至三月初八日復啓，則答曰：“設或可行，何不待予平復?”蓋示將從之意，而至十二日反正，(義旅入宮)。】
53. ↑  《朝鮮王朝實錄．光海君日記》129卷, 10年6月 4日
……而自前中朝，視我國，如內服，大小禍患，無不相恤，義雖君臣，情猶父子……
54. ↑  除了預見大明在與後金戰爭中的劣勢，光海君也意識到了朝鮮本身的嬴弱，因此登基後提議組建正規軍隊，但因為財政困難以及威脅到了士大夫自身的利益，遭到全盤否決。
55. ↑  《朝鮮王朝實錄．光海君日記》129卷, 10年6月 20日
……與其得罪於天朝，寧得罪於聖明……
56. ↑  《朝鮮王朝實錄·光海君日記》187卷, 15年3月 14日
大王大妃命廢王, 爲光海君, 祬爲庶人, 策命今上嗣位。 其敎曰,昭聖貞懿王大妃若曰: “天生烝民, 樹之後辟, 蓋欲使敍彝倫、立經紀, 上奉宗廟, 下安黎庶也。 宣祖大王, 不幸無適嗣, 因一時之權, 越長少之序, 以光海爲儲貳。 旣在春宮, 失德彰著, 宣祖晩節, 頗有悔恨, 及至嗣位之後, 反道悖理, 罔有紀極。 姑擧其大者, 予雖不德, 祗受天子之誥命, 爲先王之配體, 母儀一國, 積有年載, 夫爲宣廟子也者, 不得不以予爲母, 而光海聽信讒賊, 自生猜隙, 刑戮我父母, 魚肉我宗族, 懷中孺子, 奪而殺之, 幽廢困辱, 無復人理。 是蓋逞憾於先王, 又何有於未亡人? 至戕兄殺弟, 屠滅諸姪, 㩧殺庶母, 屢起大獄, 毒痛/痡無辜, 撤民家數千區, 創建兩闕, 土木之功, 十年未已。 先朝耆舊, 斥逐殆盡, 惟姻婭、婦寺逢惡從臾之徒, 是崇是信, 政以賄成, 昏墨盈朝, 輦金市官, 有同駔驓。 賦役煩重, 誅求無藝, 民不堪命, 嗷嗷塗炭, 宗社之危, 若綴旒然。 不唯是也, 我國服事天朝, 二百餘載, 義則君臣, 恩猶父子。 壬辰再造之惠, 萬世不可忘也。 先王臨禦四十年, 至誠事大, 平生未嘗背西而坐。 光海忘恩背德, 罔畏天命, 陰懷貳心, 輸款奴夷, 己未征虜之役, 密敎帥臣, 觀變向背, 卒致全帥/師投虜, 流醜四海。 王人之來我國, 拘囚覊縶, 不啻牢狴, 皇勅屢降, 無意濟師, 使我三韓禮義之邦, 不免夷狄禽戰之歸, 痛心疾首, 胡可勝言? 夫滅天理、斁人倫, 上以得罪於皇朝, 下以結怨於萬姓, 罪惡至此, 其何以君國子民, 居祖宗之天位, 奉廟社之神靈乎? 玆以廢之。 綾陽君某, 宣祖大王之孫定遠君某第一子也, 聰明仁孝, 有非常之表, 宣廟奇愛之, 養於宮中, 命名之意, 厥有微旨, 憑幾之際, 握手歔唏, 屬意深重, 異於諸孫。 今者奮發大義, 討平昏亂, 脫予囚辱, 復予位號, 倫紀得正, 宗社再安。 功德甚懋, 神人所歸, 可卽大位, 以繼宣祖大王之後, 冊夫人韓氏爲王妃。 故玆敎示, 想宜知悉。”
57. 1 2  《朝鮮王朝實錄·仁祖實錄》 2卷, 1年(1623 癸亥 / 명 천계(天啓) 3年) 5月 22日
廢世子祬, 自圍籬中掘地七十餘尺, 通於棘城之外, 乘夜跳出, 爲邏卒所捉……
《朝鮮王朝實錄·仁祖實錄》2卷, 1年(1623 癸亥 / 명 천계(天啓) 3年) 6月 25日(甲申)
○甲申/賜廢人祬死。 義禁府都事李惟馨往江華, 諭傳旨于廢人祬, 廢人曰: “非不知早爲自決, 而至今苟活者, 欲知父母安否而從容處之。 曩日之掘地逃出, 亦以此也。 豈有他意哉!” 卽入房中, 浴身梳頭, 整其冠屨, 仍索刀, 欲剪手足瓜, 都事不許, 則曰: “可於死後剪取。” 卽起出廳事, 又笑而言曰: “尙今未死者, 如前所云。 且古人臨死, 多有告于皇天后土者。” 仍令設席明燭, 北向四拜者再。 又問其父母所在, 卽西向, 拜者如前。 起而言曰: “文天祥在燕獄八年, 有人責以不死, 豈知其心者哉! 及其死後, 後人有詩曰: “大元不殺文丞相。” 君義臣忠, 兩得之。” 還入房中, 以細絛帶結其項自引, 而絛帶中絶。 又自以熟紬縊死。” 惟馨以聞。 上下敎曰: “衣衾、棺椁、禮葬等事, 依廢嬪例擧行。”
58. ↑  《朝鮮王朝實錄·仁祖實錄》42卷, 19年(1641 辛巳 / 명 숭정(崇禎) 14年) 7月 10日(甲申)
○甲申/光海君以是月初一日乙亥, 卒于濟州圍內, 年六十七。 訃聞, 上輟朝三日。時, 李時昉爲濟州牧使, 卽掊鎖開門, 斂殯以禮, 朝議皆以爲非, 而識者是之。 光海之自喬桐遷濟州也……
59. ↑  .   [2020-11-09]. （原始内容存档于2021-04-10）.
60. ↑  . 《承政院日記》.   [2020-11-09]. （原始内容存档于2021-04-10）.
61. 1 2 3  . FamilySearch.   [2020-11-09]. （原始内容存档于2021-04-10）.
62. ↑  . 《承政院日記》.   [2020-11-09]. （原始内容存档于2020-11-09）.
63. ↑  . 《承政院日記》.   [2020-11-09]. （原始内容存档于2021-07-01）.
64. ↑  . 《承政院日記》.   [2020-11-09]. （原始内容存档于2021-07-01）.
65. ↑  《東平見聞錄》
66. ↑  《於于集·贈吏曹參判權公墓碣銘幷序》
67. ↑  《雙溪遺稿卷之六 / 墓碣銘》https://db.itkc.or.kr/dir/item?itemId=MO#/dir/node?dataId=ITKC_MO_0544A_0060_010_0020 （页面存档备份，存于）
68. 1 2  .   [2014-02-02]. （原始内容存档于2014-02-03）.
69. ↑  《坡平尹氏魯宗派譜》卷之一① （页面存档备份，存于）② （页面存档备份，存于）③ （页面存档备份，存于）
70. ↑  《璿源錄》
71. ↑  .   [2014-02-02]. （原始内容存档于2014-02-03）.
72. ↑  .   [2014-05-23]. （原始内容存档于2019-05-13）.
73. ↑  .   [2014-05-14]. （原始内容存档于2014-05-15）.
74. ↑  .   [2013-12-28]. （原始内容存档于2013-12-30）.
75. ↑  .   [2014-02-08]. （原始内容存档于2014-02-23）.
76. ↑  .   [2013-12-28]. （原始内容存档于2013-12-30）.
77. ↑  .   [2014-04-16]. （原始内容存档于2019-05-13）.
78. ↑  《光海君日記》120卷，光海君9年(1617年)10月21日(壬子)2번째기사
79. ↑  .   [2020-09-30]. （原始内容存档于2016-03-11）.
80. ↑  .   [2014-05-05]. （原始内容存档于2014-05-05）.
81. ↑  .   [2014-04-20]. （原始内容存档于2014-04-21）.
82. ↑  .   [2014-03-20]. （原始内容存档于2014-03-20）.
83. ↑  .   [2015-01-26]. （原始内容存档于2016-03-12）.
84. ↑  .   [2014-06-29]. （原始内容存档于2016-03-04）.
85. ↑  .   [2015-01-26]. （原始内容存档于2016-03-06）.
86. ↑  .   [2014-02-08]. （原始内容存档于2014-02-23）.
87. ↑  .   [2014-04-16]. （原始内容存档于2014-04-16）.
88. ↑  .   [2014-04-16]. （原始内容存档于2014-04-16）.
89. ↑  .   [2014-04-17]. （原始内容存档于2014-04-19）.
90. ↑  .   [2014-05-13]. （原始内容存档于2014-05-13）.
91. ↑  .   [2014-05-13]. （原始内容存档于2014-05-14）.
92. ↑  .   [2014-05-13]. （原始内容存档于2014-05-13）.
93. ↑  《朝鮮王朝實錄．仁祖實錄》2卷, 1年(1623 癸亥 / 명 천계(天啓) 3年) 5月 22日(辛亥)
○辛亥/廢世子祬, 自圍籬中掘地七十餘尺, 通於棘城之外, 乘夜跳出, 爲邏卒所捉。……廢祬被捕後三日, 廢嬪自縊而死於圍中。 令戶曹, 備送衣衾歛襲, 移殯于閭家。
94. ↑  .   [2020-11-09]. （原始内容存档于2020-11-09）.
95. ↑  《朝鮮王朝實錄．顯宗實錄》9卷, 5年(1664 甲辰 / 청 강희(康熙) 3年) 11月 1日(戊子)
○戊子朔/光海君女卒。【光海, 卽廢主也。】上命戶曹優給喪需。